# آلبپترول
آلبپترول (انگلیسی: Albpetrol) شرکت دولتی نفت و گاز آلبانی است، که در سال ۱۹۹۲ تأسیس شد.